# 兰海高速11·3特大交通事故
兰海高速11·3特大交通事故是发生在2018年11月3日晚上兰海高速公路上的一次特大交通事故，事故共造成15人死亡，44人受伤。

## 事发经过
重型半挂载重牵引车驾驶人李某在驶向收费站时，由于全是下坡路段，连续刹车后导致刹车失灵，车辆撞向收费站处等待通行的共计31辆车，造成15人死亡。目前司机李某已被刑事拘留。车祸现场散落的汽车零件长达数十米，高速护栏损毁严重。
事后，甘肃省公安厅交通管理局就此召开紧急会议，要求对所有货车进行限速等措施，并完善安全提示标志，在恶劣天气做好有关预案。

## 有关质疑
兰海高速兰州南收费站处存在17千米的下坡路段，这一地带交通事故频发，有报道称发生事故的原因之一在于该路段的设计不合理。也有报道指出驾驶人李某由于是第一次在该路段行驶，对路况的不了解导致车辆失控后未及时避险导致了交通事故。